# Barnabás
Pour l’article ayant un titre homophone, voir Barnabas.
Barnabás est prénom hongrois masculin.

## Personnalités portant ce prénom
- Pour l'ensemble des articles sur les personnes portant ce prénom, consulter :
  - la liste des articles dont le titre commence par ce prénom
  - les listes produites par Wikidata : Liste des personnes de prénom « Barnabás » — même liste en incluant les éventuels prénoms composés qui contiennent « Barnabás ».
- Barnabás de Tchouvachie (ru) (né Władimir Wiktorowicz Kiedrow en 1931), évêque orthodoxe russe et métropolite de toute la Tchouvachie.